# Патриарший экзархат Иерусалима и Палестины
Патриарший экзархат Иерусалима и Палестины — патриарший экзархат Маронитской католической церкви с центром в городе Иерусалим, Израиль. Патриарший экзарахат Иерусалима и Палестины подчиняется маронитскому антиохийскому патриарху и распространяет свою юрисдикцию на Иерусалим и всю территорию Палестины.

## История
5 октября 1996 года Святой Престол учредил Патриарший экзархат Иерусалима и Палестины, выделив его из архиепархии Хайфы и Святой Земли.

## Епископы экзархата
- архиепископ Paul Nabil El-Sayah (5.10.1996 — 25.06.2011), назначен куриальным епископом Антиохийского патриархата
- архиепископ Moussa El-Hage, O.A.M.[1] (16.06.2012 — по настоящее время)

## Источник
- Annuario Pontificio, Libreria Editrice Vaticana, Città del Vaticano, 2003, ISBN 88-209-7422-3